# El resurgir de la Fuerza
El resurgir de la Fuerza es la primera novela de la serie Aprendiz de Jedi, basada en el universo de Star Wars, y está escrita por Dave Wolverton. Fue publicada por Scholastic Press en inglés (junio de 1999) y por Alberto Santos Editor en español.

## Argumento
Situada antes del Episodio 1, la historia nos narra la desesperación de Obi-Wan Kenobi por ser Caballero Jedi antes de pasar de la edad en la que será enviado a los cuerpos agrícolas si no es entrenado como Jedi. Su única esperanza descansa en Qui-Gon Jinn, un Maestro que se niega a aceptar a ningún Padawan.
Obi-Wan Kenobi está a punto de cumplir los trece años, cuando a una sola semana de ello, su eterno rival Bruck le reta a un duelo de espadas láser, pese a las advertencias del control de la ira de Yoda. Obi-Wan consigue, gracias a los consejos de Yoda, ganarle. Pero este, furioso, miente a las enfermeras diciendo que le ha pegado una paliza a sangre fría. Obi-Wan, al día siguiente, recibe una notificación de expulsión y envío al planeta Baldomeer como trabajador de los Cuerpos Agrícolas. 
Antes de ello, Qui-Gon Jinn visita el Templo Jedi en busca de un padawan: cosa poco probable puesto que su último aprendiz se vertió al Lado Oscuro y desde hace años se va con las manos vacías. Aun así, Obi-Wan y Bruck se vuelven a batir en duelo frente a él, ganando de nuevo el primero. Jinn, se abstiene de aceptarle como aprendiz debido a la ira y la furia de las que se servía en su forma de combatir. Yoda insiste en la paciencia, y en que el tiempo y la Fuerza unen a quien debe ser unido.
Y, tal es así, que también Qui-Gon es enviado también a Baldomeer junto con Kenobi. En el trayecto, sufren una intensa batalla entre los hutts y los arconanos, provocada por la impaciencia de Obi-Wan. Esta batalla llega a tal punto que la nave queda casi totalmente destrozada y Qui-Gon y Obi-Wan quedan heridos de gravedad, pero aun así Kenobi consigue aterrizar sobre un planeta desconocido. Allí se encuentran con unos extraños y peligrosos dragones que Qui-Gon (tras conseguir la comida y fuente de energía arcona que Jemba, jefe de los hutts, había robado), consigue controlar con el poder de la Fuerza.
Hasta la noche, los dos jedis luchan espalda contra espalda, unidos por la Fuerza, aunque ambos con sentimientos confusos. Finalmente, encuentran la victoria y ponen rumbo a Baldomeer. Allí, Qui-Gon Jinn recibirá una noticia terrorífica.